# Barioortojoaquinita
La barioortojoaquinita és un mineral de la classe dels silicats que pertany al grup de la joaquinita. El seu nom fa referència al seu contingut en bari, la seva estructura amb simetria ortoròmbica i al grup al qual pertany.

## Característiques
La barioortojoaquinita és un silicat de fórmula química Ba₄Fe2+
2Ti₂O₂(SiO₃)₈·H₂O. Cristal·litza en el sistema ortoròmbic. La seva duresa a l'escala de Mohs és de 5 a 5,5.
Segons la classificació de Nickel-Strunz, la barioortojoaquinita pertany a «09.CE - Ciclosilicats amb enllaços senzills de 4 [Si₄O₁₂]8- (vierer-Einfachringe), sense anions complexos aïllats» juntament amb els següents minerals: papagoïta, verplanckita, baotita, nagashimalita, taramel·lita, titantaramel·lita, byelorussita-(Ce), joaquinita-(Ce), ortojoaquinita-(Ce), estronciojoaquinita, estroncioortojoaquinita, ortojoaquinita-(La), labuntsovita-Mn, nenadkevichita, lemmleinita-K, korobitsynita, kuzmenkoïta-Mn, vuoriyarvita-K, tsepinita-Na, karupmøllerita-Ca, labuntsovita-Mg, labuntsovita-Fe, lemmleinita-Ba, gjerdingenita-Fe, neskevaaraïta-Fe, tsepinita-K, paratsepinita-Ba, tsepinita-Ca, alsakharovita-Zn, gjerdingenita-Mn, lepkhenelmita-Zn, tsepinita-Sr, paratsepinita-Na, paralabuntsovita-Mg, gjerdingenita-Ca, gjerdingenita-Na, gutkovaïta-Mn, kuzmenkoïta-Zn, organovaïta-Mn, organovaïta-Zn, parakuzmenkoïta-Fe, burovaïta-Ca, komarovita i natrokomarovita.

## Formació i jaciments
La barioortojoaquinita va ser descoberta a la mina California State Gem, al comtat de San Benito (Califòrnia, Estats Units). També ha estat descrita a un altre indret del mateix comtat.